# Ryan Grim
Ryan W. Grim (Allentown; 23 de marzo de 1978) es un escritor y periodista de investigación estadounidense. Fue jefe de la oficina del HuffPost en Washington D.C. y anteriormente jefe de la oficina de The Intercept en dicha ciudad. En julio de 2024, Grim y el cofundador de The Intercept, Jeremy Scahill, dejaron esta última publicación para cofundar Drop Site News.  Es autor y ha publicado algunos de sus libros a través de Strong Arm Press, una editorial progresista independiente que cofundó. Grim y la periodista conservadora Emily Jashinsky eran los presentadores habituales de los viernes de Rising antes de renunciar en septiembre de 2022 y unirse a Breaking Points, donde presentan el programa Counterpoints.

## Infancia y educación
Grim nació en 1978 en Allentown, Pensilvania. Obtuvo una licenciatura en Filosofía por el St. Mary's College de Maryland y una maestría en Políticas Públicas por la Universidad de Maryland.

## Carrera
Tras obtener su maestría, trabajó como analista legislativo para el Proyecto de Política de Marihuana. Ha escrito sobre la historia del consumo y la cultura de las drogas en Estados Unidos. Ha presentado su investigación sobre la popularidad de las drogas en determinados momentos históricos y sus reflexiones sobre la lucha del gobierno contra las drogas. También trabajó como corredor de bolsa en la ciudad de Nueva York entre 2000 y 2001.
Se unió al HuffPost (entonces The Huffington Post) en enero de 2009. En su cometido como líder de un equipo en el HuffPost, los periodistas del equipo fueron dos veces finalistas del Premio Pulitzer. Hacia el final de su periodo en HuffPost, se produjeron importantes cambios de liderazgo, provocados por la salida de Arianna Huffington.

### The Intercept
Grim dejó su puesto en HuffPost en 2017 después de nueve años en el periódico y se unió a The Intercept para dirigir su oficina en Washington, D.C.
Durante la nominación de Brett Kavanaugh a la Corte Suprema, Grim fue el primero en informar que la senadora de California Dianne Feinstein había recibido una carta relacionada con Kavanaugh, que luego se reveló que era de Christine Blasey Ford, alegando que Kavanaugh había agredido sexualmente a su autor en la escuela secundaria. También informó sobre las acusaciones de abuso contra el exasesor de Trump, Rob Porter, por parte de sus exesposas. Denuncia que realizó al inicio de la campaña de 2018 de Alexandria Ocasio-Cortez.
En agosto de 2020, utilizó correos electrónicos del capítulo de la Universidad de Massachusetts Amherst de los Demócratas Universitarios para desmantelar un intento de difamar al candidato progresista Alex Morse.
En 2023, Grim obtuvo y publicó un cable diplomático paquistaní filtrado que alegaba presión del Departamento de Estado de los Estados Unidos sobre el gobierno paquistaní para destituir al primer ministro Imran Khan de su cargo en 2022.

### Drop Site News
En julio de 2024, Grim y Jeremy Scahill, cofundador de The Intercept, fundaron Drop Site News. Aunque anteriormente hubo fricciones entre ambos y la junta directiva de The Intercept, el nuevo medio de comunicación cuenta con el respaldo de algunos fondos de The Intercept.
En febrero de 2025, Grim and Drop Site News publicó que el Departamento de Estado de los Estados Unidos había asignado 400 millones de dólares para un «Tesla Blindado» en un documento de adquisición. Tras la publicación de la noticia, el documento se modificó para que dijera «Vehículos Eléctricos Blindados». La historia llevó al senador Richard Blumenthal y al congresista Gregory Meeks a enviar cartas al Secretario de Estado Marco Rubio destacando el conflicto de intereses en el papel de Elon Musk como CEO de Tesla mientras también trabajaba para el Departamento de Eficiencia Gubernamental.

### Publicaciones
Tras su traslado a The Intercept, Grim y Alex Lawson fundaron Strong Arm Press, una pequeña imprenta. Grim lanzó la editorial porque consideraba que la primera administración de Trump avanzaba demasiado rápido para el ciclo editorial estándar, que tarda alrededor de un año en publicar un libro. Lanzó la editorial para dar cabida a libros más cortos, económicos, de menor volumen y con plazos de publicación más cortos. El primer título publicado fue Out of the Ooze, un perfil de Tom Price que llegó a la lista de los 100 mejores de Amazon. Los libros se financian mediante campañas de financiación colectiva.
Grim publicó We've Got People, una historia del progresismo y el Partido Demócrata, a través de Strong Arm Press en 2019.

## Libros publicados
- This Is Your Country on Drugs: The Secret History of Getting High in America; Publisher: Wiley (22 de junio de 2009) ISBN 0-470-16739-4.
- We've Got People: From Jesse Jackson to Alexandria Ocasio-Cortez, the End of Big Money and the Rise of a Movement (2019) ISBN 978-1-947492-38-7
- The Squad: AOC and the Hope of a Political Revolution (2023) ISBN 978-1250869074